# Pirou
Pirou – miejscowość i gmina we Francji, w regionie Normandia, w departamencie Manche.
Według danych na rok 1990 gminę zamieszkiwały 1224 osoby, a gęstość zaludnienia wynosiła 42 osoby/km² (wśród 1815 gmin Dolnej Normandii Pirou plasuje się na 186. miejscu pod względem liczby ludności, natomiast pod względem powierzchni na miejscu 39.).